# Società dei serpenti
La Società dei serpenti (Serpent Society) è un'organizzazione di supercriminali a tema serpente che appaiono nei fumetti statunitensi pubblicati dalla Marvel Comics. La società è una continuazione del gruppo originale Serpent Squad e in seguito è stata trasformata in Serpent Solutions.  La Società dei serpenti è apparsa per la prima volta in Captain America (Vol. 1) n. 310 (ottobre 1985) ed è stata creata dallo scrittore Mark Gruenwald e dall'artista Paul Neary. Serpent Solutions è un'azienda fittizia, è apparso per la prima volta in Captain America: Sam Wilson n. 1 dello scrittore Nick Spencer e dell'artista Daniel Acuña.
La Società dei serpenti è stata formata da Sidewinder mentre raccoglieva un numero di cattivi con poteri a tema serpente. Il gruppo era organizzato più come un sindacato di supercriminali, con i membri che si proteggevano a vicenda e condividevano i profitti. La Società accettava lavori per organizzazioni criminali come HYDRA, Maggia, Kingpin e A.I.M. Alcuni di questi lavori portarono la Società dei serpenti in conflitto con Capitan America e i suoi partner. Ad un certo punto Viper prese il controllo della Società, complottando per prendere il controllo degli Stati Uniti, ma alla fine fu sventata da Capitan America, D-Man, Nomad, Falcon ed ex membri della Società dei serpenti. La Società si riformò brevemente nel corso degli anni, ma non ebbe mai un grande impatto.
Come parte del nuovissimo Marvel NOW! marchio, una Viper risorta (Jordan Stryke) prese il controllo della Società dei serpenti. Lo riorganizzò come Serpent Solutions e fornì i propri servizi a varie società. Alla Serpent Solutions si opposero il nuovo Capitan America, ex Falcon.
La Società dei Serpenti è apparsa nella serie di cartoni animati della Marvel Avengers - I più potenti eroi della Terra e nella serie anime di Toei Disk Wars: Avengers. La Società dei serpenti faceva anche parte del videogioco Captain America: The Winter Soldier.

## Ideazione e creazione
La Società dei serpenti è apparsa per la prima volta in Captain America (Vol. 1) n. 310 (ottobre 1985) ed è stata creata da Mark Gruenwald e Paul Neary. Serpent Solutions è apparso per la prima volta in Captain America: Sam Wilson #1 dello scrittore Nick Spencer e dell'artista Daniel Acuña.
La maggior parte dei cattivi introdotti da Mark Gruenwald in Capitan America sono stati creati per simboleggiare aspetti della cultura americana contemporanea e della situazione politica mondiale. Nel caso della Società dei serpenti, Gruenwald li creò per simboleggiare i sindacati.

## Storia

### Formazione
La Società dei serpenti è stata fondata da Sidewinder ed era una sorta di discendente delle due Squadra dei serpenti originali. La prima squadra era composta dall'originale Viper I, da suo fratello l'originale Anguilla e dal Cobra. La seconda squadra era composta dalla seconda Viper (che era anche lei in precedenza Madame Hydra), l'Anguilla, la Principessa Pitone, il Cobra e il signore della guerra di Atlantide Krang.
Sidewinder guidò la terza incarnazione della squadra che includeva Anaconda, Mamba Nera e Marasso. Dovevano recuperare la leggendaria Corona del serpente dalla sua tomba allora sott'acqua. Sidewinder usò il suo mantello e abbandonò i suoi compagni durante un incidente sott'acqua, e procedette a raccogliere la ricompensa per la Corona.
Anaconda, Mamba e Marasso sopravvissero e affrontarono Sidewinder. Durante quel periodo, Sidewinder aveva investito il denaro e avviato le basi per la Società dei Serpenti. La Società doveva fornire ai suoi membri un migliore accesso alla tecnologia, un maggiore accesso al lavoro, retribuzioni più elevate, cameratismo, alloggio sicuro e una serie di altri vantaggi. Soprattutto, con il mantello di teletrasporto di Sidewinder, i membri non hanno mai più dovuto temere la prigione. Si trattava, essenzialmente, di un sindacato supercriminale.
Dopo aver convinto i suoi ex compagni della sua vera intenzione di migliorare la loro sorte (e pagato la loro parte della ricompensa più gli interessi), li fece mettere in contatto altri criminali a tema serpente che includevano l'Aspide, Diamante, il Costrittore, il Cobra, la Principessa Pitone, Viper, il Crotalo, Natrice e Colubro. Viper si rifiutò di partecipare al primo raduno iniziale. Costrittore, non impressionato dal procedimento, se ne andò e cercò di consegnare il gruppo ai Vendicatori.
Sidewinder, Anaconda, Mamba Nera, Marasso, Aspide, Diamante, Natrice, Cobra, Colubro, Crotalo e Principessa Pitone divennero membri fondatori della Società dei serpenti. Il loro quartier generale era la Cittadella del Serpente, un ospedale psichiatrico abbandonato situato nello stato di New York. Sidewinder li ha inviati per contattare varie organizzazioni criminali tra cui HYDRA, Maggia, Kingpin e A.I.M. Dall'A.I.M. hanno ricevuto il loro primo incarico retribuito: l'eliminazione del loro ex leader MODOK. Il successo della Società nell'uccidere i MODOK consolidò rapidamente la loro reputazione di talenti criminali di primo calibro. Capitan America intervenne molte volte durante i loro primi anni, ma non riuscì mai a metterli fuori servizio.
Due soci fondatori lasciarono presto la Società. La Principessa Pitone fuggì durante l'incarico MODOK e subito dopo fu espulsa dai loro ranghi. Marasso fu ucciso dal Flagello dei criminali quando fu inviato a riscattare la Principessa per i suoi compagni del Circo del crimine.
Successivamente, la Viper inviò una quarta Squadra dei serpenti (anche se non chiamata come tale) composta da Bitis, Black Racer, Fer-de-Lance e Cervone per infiltrarsi nella Società con l'intenzione di assassinare Sidewinder e imporsi come legittimo leader. Quando i quattro furono portati alla Cittadella del Serpente da Sidewinder, fu facile per il resto degli alleati della Viper (Biscia, Biacco, Slither e Rock Python) assaltare il luogo. Molti dei membri fondatori voltagabbana andarono a sostenere i Viper, mentre Aspide, Mamba Nera, Colubro e Diamante rimasero fedeli a Sidewinder.
La Viper utilizzò la Società e le sue risorse per avvelenare l'approvvigionamento idrico di Washington DC, trasformando i suoi cittadini in uomini-serpente. Il caos che ne seguì quasi distrusse la capitale. Diamante riuscì a fuggire con Sidewinder e sollecitò l'aiuto di Capitan America (che allora era conosciuto come "Il Capitano" mentre un altro uomo indossava il costume e l'identità di Capitan America) e dei suoi alleati Demolition Man, Nomad, Falcon e Vagabond. La squadra assaltò la Cittadella del Serpente, salvò i membri della Società fedeli a Sidewinder e ne catturò molti altri. Viper, tuttavia, riuscì a fuggire.
Alla fine, Cobra sottomise la Viper e la consegnò al Capitano a condizione che concedesse alla Società dei serpenti 24 ore per evacuare dal loro quartier generale. Quando il Capitano rifiutò l'accordo, il Cobra consegnò comunque Viper.
Amareggiato per il tradimento, Sidewinder lasciò la Società e il Cobra divenne il suo nuovo leader, facendosi infine chiamare Re Cobra. Con l'eccezione di Slither e della stessa Viper, tutti gli agenti della Viper rimasero con la Società. La Società si trasferì in una nuova sede segreta nel Bronx.

### Il processo
Poco dopo, Diamante si legò sentimentalmente con Capitan America e cercò di lasciare del tutto la Società per stare con lui. Nonostante fosse membro di un'organizzazione criminale che lui voleva disperatamente mettere fuori gioco, Capitan America non la costrinse a tradire i suoi compagni. La Società, tuttavia, aveva Diamante sotto sorveglianza e quando si resero conto che aveva frequentato Capitan America socialmente, alcuni membri chiesero che fosse processata per tradimento.
Diamante è stato dichiarato colpevole. Tutti i membri hanno votato per la sua morte tranne Aspide, Mamba Nera, Colubro e Rock Python. La pena era la morte per iniezione ma King Cobra disse che avrebbe commutato la pena se lei avesse collaborato con loro rivelando la vera identità di Capitan America. Diamante rifiutò ma Mamba Nera allertò segretamente Sidewinder, che si teletrasportò per salvare Diamante all'ultimo momento.
Diamante, in cerca di vendetta contro la Società, cercò Paladino quando Capitan America non poteva garantire che Mamba Nera e Aspide avessero l'immunità dall'arresto. I due si infiltrarono nel quartier generale della Società, solo per essere catturati insieme a Mamba e Asp. Capitan America, invece, dalla sua moto in cielo, avvistò un Serpent Saucer pilotato da Natrice e Fer-de-Lance, che stava tornando al nascondiglio della Società. Cap entrò nel nascondiglio insieme al disco volante e sottomise rapidamente i due Serpenti. Liberò rapidamente Diamante, Paladino, Mamba e Aspide e insieme abbatterono la Società. Tutti i membri furono portati in prigione ad eccezione di Diamante, Aspide e Mamba (Aspide e Mamba alla fine ottennero l'immunità dall'arresto grazie al loro aiuto nello sconfiggere i loro ex colleghi). Anaconda, Cervone e Rock Python sfuggirono alla cattura, poiché in quel momento non si trovavano al quartier generale. Biacco era in ospedale dopo essere stato colpito da dei delinquenti in questo periodo. Cervone e Rock Python furono infine imprigionati dopo essere stati gettati fuori dal loro Serpent Saucer dal MODAM. Anaconda, Mamba Nera, Aspide e Diamante furono tutti invitati da MODAM a unirsi ai Femizoniane. Successivamente, Mamba, Aspide e Diamante formarono una nuova squadra chiamata B.A.D. Girls, Inc. con la collega Femizoniana Impala.
Dopo aver trascorso del tempo in prigione, la Società si riformò nuovamente, tornando alle vecchie usanze. Un altro incontro con Capitan America e la squadra ormai defunta chiamata Force Works sembrava averli definitivamente messi fuori servizio; sia Cervone che Mamba Nera in seguito dissero che la Società si era sciolta.

### Divisi
Tuttavia, la Società si riformò ancora una volta nel collegamento Captain America/Avengers Disassembled. King Cobra, Crotalo, Colubro e un nuovo Marasso avevano aiutato i Thunderbolts durante la trama della Civil War. Successivamente, i quattro cattivi sono stati identificati come membri dei 142 supereroi registrati che compaiono sulla copertina del fumetto Avengers: The Initiative n. 1. Anaconda prestò servizio con i Six Pack e fu successivamente sconfitto dai New Warriors; Diamante, Mamba Nera e Aspide avevano riformato la BAD Girls, Inc.; Natrice non era più stato visto da quando si era rotto libero dalla prigione con Occhio di Falco, ma fu successivamente ripreso in custodia dallo S.H.I.E.L.D..

### 2008 – presente
Durante la trama di "Secret Invasion" del 2008, in cui si scoprì che una razza di mutaforma aliena conosciuta come Skrull era impegnata in un'invasione sovversiva a lungo termine della Terra, la Società dei serpenti prese in ostaggio un certo numero di civili in un complesso nel Midwest americano, sostenendo che si stavano proteggendo dagli Skrull. Nova e i suoi vice del Nova Corps li sconfissero in pochi secondi.
La Società dei Serpenti è apparsa nella trama "Avengers vs. X-Men" del 2012, durante la quale si sono confrontati con gli X-Men. Successivamente furono visti combattere contro Taskmaster e Deadpool dopo essere stati incaricati da Leviathan di catturare Marcus Johnson.
Successivamente, Sidewinder tornò a guidare la Società dei serpenti, che durante uno sforzo attaccò il gruppo di supereroi protetto da Elektra. Dopo aver studiato la Società dei Serpenti e i suoi membri mentre lavorava per lo S.H.I.E.L.D., Elektra riuscì a sconfiggere la Società.
Come parte dell'iniziativa All New All Different Marvel 2015 della Marvel Comics, Jordan Stryke, noto anche come Viper, tornò dalla morte e divenne il leader della Società dei serpenti. Rinominò il gruppo come un'azienda criminale chiamata Serpent Solutions, che in seguito entrò in conflitto con Sam Wilson, che aveva assunto l'identità di Capitan America, e i suoi alleati, che includevano l'ormai in pensione Diamante. Dopo che i loro piani furono sventati, la Società dei Serpenti fu arrestata dalle autorità.
La maggior parte dei membri di Serpent Solutions sono scappati di prigione e si sono riuniti durante la trama di "Secret Empire" del 2017, incluso Slither, che si è unito al gruppo.
La Società dei Serpenti fu poi vista lavorare con il nuovissimo Costrittore, il figlio dell'originale. Aveva rubato il Libro del Pugno d'Acciaio e aveva pianificato di venderlo al nemico di Pugno di Ferro, Choshin. Ciò portò ad una battaglia tra i serpenti, i samurai di Choshin, Pugno d'Acciaio e Sabretooth. Pugno d'Acciaio e Biscia furono gli ultimi due combattenti in vita, e Biscia rivelò che la Società non sapeva che non era il vero Costrittore e che non aveva detto loro dove aveva nascosto il libro.
Durante l'addio al celibato della Cosa, Johnny Storm assunse involontariamente la Società dei serpenti come spogliarelliste. Anaconda, Aspide, Mamba Nera, Black Racer, Fer-de-Lance e la Principessa Python saltarono fuori dalla torta della Cosa e combatterono contro la Cosa e i suoi ospiti sovrumani, tra cui Capitan America, Iron Man, Thor, Pantera Nera, Dottor Strange, Luke Cage, Uomo Ragno, Rocket Raccoon e Thundra, tra gli altri. Le donne della Società dei serpenti furono infine sconfitte e prese in custodia.
In un preludio alla trama "Prede", la maggior parte, se non tutti, i membri della Società dei serpenti furono catturati da Kraven il cacciatore, Taskmaster e Black Ant e costretti a partecipare a una caccia omicida organizzata da Arcade. Mentre l'alias Cobra di Piet Voorhees (dove veniva chiamato King Cobra da Arcade) fu selezionato per essere un membro dei Selvaggi sei, il resto dei membri della Società furono messi in gabbie elettriche in attesa dell'inizio della caccia. Dopo l'inizio della caccia, la Società tentò di combattere i droni robotici controllati dai ricchi partecipanti, anche se si resero conto di essere sconfitti e fuggirono con il resto dei supercriminali. Mentre fuggivano, Natrice e Mamba Nera commentarono che non credevano che Viper fosse adatto per essere il leader della Società dei serpenti. Vengono salvati dall'Avvoltoio, che ha assunto il ruolo di leader della banda di cattivi. La Società si unì allora alla lotta contro i cacciatori. Dopo che Kraven il cacciatore ha fatto abbassare ad Arcade il campo di forza, vengono visti con Armadillo che carica verso gli agenti di polizia in attesa solo per essere sottomessi dai Vendicatori e dai Fantastici Quattro.
I membri maschi della Società dei serpenti hanno partecipato al Criminal Technology Show Expo, dove M.O.D.O.K. si era travestito da Arnim Zola. M.O.D.O.K. ha seguito gli uomini nel bagno dove li ha picchiati quasi a morte come vendetta per il suo omicidio molti anni prima. Iron Man, che aveva lavorato con M.O.D.O.K. e travestito da agente dell'HYDRA, suggerì di nascondere i supercriminali prima che riprendessero conoscenza. Tuttavia, King Cobra venne a conoscenza di ciò e allertò il resto dei supercriminali presenti al piano di M.O.D.O.K. e Iron Man, provocando lo scoppio di una rissa.
Durante la trama di "Devil's Reign", Biscia e Cervone appaiono come membri dell'incarnazione dei Thunderbolts del sindaco Wilson Fisk nel momento in cui il sindaco Fisk aveva messo fuori legge l'attività dei supereroi. Insieme all'unità Thunderbolts attaccano Donna Ragno solo per essere respinti da Donna Ragno mentre porta in salvo Lindsay McRabe. Biacco fu visto come un detenuto del Myrmidon e fu sconfitto da Moon Knight in uno degli attacchi in prigione.
La Società dei Serpenti iniziò a uccidere e gettare corpi in un mucchio di offerte nella loro vecchia tana della Serpent Solutions nel "nome del serpente". La loro adorazione viene interrotta da Nighthawk. Anche i Vendicatori arrivano e scoprono che Nighthawk li ha sconfitti. Il portale che la Società dei Serpenti ha aperto con la loro adorazione ha evocato il serpente in questione che risulta essere la forma del cane di Mefisto poiché è stato menzionato da Nighthawk che il serpente era una delle sue forme. La Società dei Serpenti in seguito fuggì dalla custodia della polizia e iniziò a uccidere persone mentre attraversava il ponte di Brooklyn, provocando l'azione dei Vendicatori.

## Appartenenza
L'appartenenza alla Società dei serpenti ha incluso:

### Membri fondatori
| Membro                             | Prima apparizione                          | Descrizione |
| ---------------------------------- | ------------------------------------------ | --- |
| Sidewinder                         | Marvel Two-in-One n. 64 (giugno 1980)      | Seth Voelker è un ex professore di economia e fondatore della Società dei Serpenti che possedeva un mantello che gli permetteva di teletrasportare se stesso e un compagno. Fu il leader del gruppo fino a quando la Squadra dei serpenti di Viper non s'infiltrò nella Società, dopodiché si ritirò e lasciò la guida ai Cobra. Anni dopo, indossò nuovamente il costume di Sidewinder e prese il comando della Società dei Serpenti assunta dalla Gilda degli Assassini per rintracciare la mercenaria Elektra. Il suo motivo del serpente è basato sul sidewinder.                                                                                               |
| Anaconda                           | Marvel Two-in-One n. 64 (giugno 1980)      | Blanche Sitznski è un'ex-operaia siderurgica di Pittsburgh, Pennsylvania, che ha ricevuto un intervento chirurgico cibernetico dalla Roxxon Corporation che le ha dato braccia e gambe sovrumane molto forti simili a tentacoli che usa per costrizione i suoi nemici. Le hanno anche impiantato delle branchie che le hanno permesso di respirare sott'acqua. Pur non lavorando con la Società, Anaconda è nota per lavorare come mercenaria freelance con diverse altre squadre, come i Femizoniane, i Six Pack e i Doom Maidens. Il suo motivo del serpente è basato sull'anaconda.                                                                              |
| Aspide (Asp)                       | Captain America #310 (Oct. 1985)           | Cleo Nefertiti è una mutante ed ex spogliarellista che genera un'energia paralitica fatale per coloro che sono rimasti a stretto contatto con lei per periodi di tempo prolungati. Può incanalare questa energia in esplosioni elettriche, che lei chiama "esplosioni di veleno" o "dardi di veleno" che possono stordire o paralizzare gli esseri viventi. Il suo motivo del serpente è basato sull'aspide |
| Mamba Nera (Black Mamba)           | Marvel Two-in-One n. 64 (giugno 1980)      | Tanya Sealy è una ex squillo. Possiede una forma limitata di telepatia che le consente di scansionare i pensieri degli individui vicini, di solito per trovare l'immagine di qualcuno cui quella persona tiene. Quindi manifesta la Forza Oscura nell'immagine di quella persona amata, che a sua volta seduce quasi ipnoticamente il suo bersaglio facendolo abbracciare. Una volta stabilito il contatto fisico, Mamba lascia che la Forza Oscura costringa le sue vittime a morte, o almeno, a farle perdere i sensi. Spesso la vittima è in uno stato di estasi o euforia troppo profonda per accorgersene. Il suo motivo del serpente è basato sul mamba nero. |
| Colubro (Bushmaster)               | Captain America n. 310 (ottobre 1985)      | Quincy McIver è un quadriplegico che possiede arti cibernetici: due braccia e una coda al posto della metà inferiore del corpo. Ha perso braccia e gambe in un incidente in barca mentre cercava di sfuggire alla polizia sott'acqua. Poco dopo, la Roxxon Corporation lo dotò di braccia bioniche e di una coda a forma di serpente. Ha preso il nome John "Bushmaster" McIver dal fratello caduto (che ha usato lo stesso nome quando è morto in battaglia contro Luke Cage). Il suo motivo del serpente è basato sul bushmaster. |
| Cobra/King Cobra                   | Journey into Mystery n. 98 (novembre 1963) | Klaus Voorhees è un ex assistente di laboratorio, nemico di lunga data di Thor e partner di Mister Hyde. Possiede una velocità sovrumana e un grande grado di flessibilità, può contorcere il suo corpo in quasi ogni forma ed è un abile lottatore. Inoltre integra queste abilità con una serie di armi, principalmente i suoi lanciatori da polso che sparano qualsiasi cosa, dal gas knockout ai dardi avvelenati. Dopo che Sidewinder si ritirò, il Cobra divenne King Cobra e guidò il gruppo. Il motivo del serpente di Klaus era basato sul cobra, ma in seguito basò il suo motivo sul cobra reale.                                                        |
| Natrice (Cottonmouth)              | Captain America n. 310 (ottobre 1985)      | Burchell Clemens è un supercriminale con mascelle bioniche e denti d'acciaio. Può estendere la mascella inferiore fino a un piede dalla mascella superiore. Le sue mascelle possiedono una forza sovrumana e zanne molto affilate. Il suo motivo si basa sul mocassino acquatico o bocca di cotone. |
| Marasso (Death Adder)              | Marvel Two-in-One n. 64 (giugno 1980)      | Roland Burroughs è un assassino muto. Possedeva artigli estesi che contenevano veleno mortale, era stato bioingegnerizzato con una coda bionica appuntita di veleno ed era totalmente anfibio. Subito dopo le prime missioni della Società dei Serpenti, Death Adder fu ucciso dal Flagello degli Inferi, ma in seguito fu in qualche modo rianimato da Hood. Successivamente fu ucciso di nuovo dall'agente Venom quando era un membro dei Selvaggi sei del Signore del Crimine. Il suo motivo è basato sulla vipera della morte. |
| Diamante (Diamondback)             | Captain America n. 310 (ottobre 1985)      | Rachel Leighton è un acrobata che usa lame da lancio a forma di diamante, molte delle quali sono dotate di qualsiasi cosa, da veleno, esplosivi, narcotici e acido. Ha abbandonato la squadra e alla fine è diventata la compagna e l'amante di Capitan America. Anni dopo, Diamante si unì temporaneamente alla Società dei Serpenti bisognosa di soldi, anche se ancora una volta si rivoltò contro i suoi ex compagni. Il suo motivo è basato sul serpente a crotalo adamantino occidentale. |
| Principessa Pitone Princess Python | The Amazing Spider-Man n. 22 (marzo 1965)  | Zelda DuBois è un criminale professionista e un'incantatrice di serpenti. È un membro del Circo del crimine che ha il controllo su un grande pitone. Quando la Società dei Serpenti fu assunta per uccidere MODOK, la principessa perse i nervi e abbandonò i suoi coetanei durante l'incarico per rintracciarlo. Alla fine, la Società la raggiunse e Sidewinder (che era molto deluso dalla sua performance) si fece cancellare la mente e la espulse dai ranghi della Società, nonostante le sue spiegazioni. Diversi anni dopo, si unì alla Società dei serpenti sotto la nuova leadership e il titolo di Serpent Solutions.                                    |
| Crotalo (Rattler)                  | Captain America n. 310 (ottobre 1985)      | Gustav Krueger è un criminale polacco con una coda bionica in grado di generare vibrazioni. Forse a causa dei suoi poteri, è sordo all'85% da entrambe le orecchie e necessita di apparecchi acustici. È stato ucciso dal nuovo Flagello dei criminali, anche se quello che sembra essere un nuovo Crotalo è riapparso da allora con le Serpent Solutions. Il suo motivo è basato sul serpente a sonagli. |

### Gli agenti di Viper
| Membro               | Prima apparizione                     | Descrizione |
| -------------------- | ------------------------------------- | --- |
| Viper                | Captain America n. 110 (1969)         | Ophelia Sarkissian, altrimenti nota come Madame Hydra, è la seconda persona a utilizzare il nome in codice di Viper. Ha iniziato a usare il nome in codice dopo aver ucciso il Viper originale (Jordan Stryke). Qualche tempo dopo che Sidewinder aveva formato la Serpent Society, Viper ne seppe a conoscenza e usò i suoi stessi criminali (Copperhead, Fer-de-Lance, Puff Adder e Black Racer) per infiltrarsi nel gruppo. Ha causato dissenso tra i Serpents, con molti dei membri originali che si sono uniti alla parte di Viper. Insieme, hanno estromesso Sidewinder e coloro a lui fedeli. Tuttavia, la leadership di Viper nella Società dei serpenti fu di breve durata, poiché Capitan America sventò i suoi piani. Fu il Cobra a sconfiggere Viper, spingendolo a prendere il controllo dell'organizzazione. Da allora ha abbandonato l'idea di guidare il gruppo e da allora non è più stata vista con loro. Il suo motivo del serpente è basato sulla vipera. |
| Black Racer          | Captain America n. 337 (gennaio 1988) | Ariana Siddiqi può correre e muoversi a velocità sovrumana. Era un membro della quarta Squadra dei serpenti insieme a Bitis, Fer-de-Lance e Cervone. Ha continuato con la Serpent Society, anche se appare scarsamente durante le apparizioni successive della squadra. Come Cervone, ci sono alcune contraddizioni con la sua etnia, poiché è stata vista sia come una donna caucasica che come una donna afroamericana. Il suo motivo del serpente è basato sul corridore nero. |
| Biacco (Boomslang)   | Captain America n. 341 (maggio 1988)  | Marc Riemer è un criminale australiano che usa boomerang a forma di serpente, che lui chiama i suoi "suoni del serpente". È anche un abile combattente disarmato. Si unì alla Società dei serpenti durante la presa de la potere di Madame Hydra. Dopo essere stato colpito dai membri della banda mentre era inviato a spiare Diamante, Biacco lasciò la Società dei serpenti per diversi anni. Recentemente è rientrato nel gruppo con il nuovo nome di Serpent Solutions. Il suo nome è una scelta strana, dal momento che il boomslang non è originario dell'Australia e in realtà si trova solo nella subsahariana Africa. |
| Biscia (Coachwhip)   | Captain America n. 341 (maggio 1988)  | Beatrix Keener è una donna che brandisce fruste metalliche con la capacità di generare elettricità. Lei, insieme a Biacco e Rock Python, si è infiltrata nella Società dei serpenti durante la presa del potere de la Madame Hydra. Rimase nell'organizzazione dopo la sconfitta di Madame Hydra e iniziò una relazione con King Cobra quando divenne il nuovo leader. Indossava costantemente occhiali da sole ed era implicito che indossasse una lunga parrucca bianca. Il suo motivo del serpente è basato sulla frusta. |
| Bitis (Copperhead)   | Captain America n. 337 (gennaio 1988) | Davis Lawfers è il leader della cosiddetta quarta Squadra dei serpenti (composta anche da Fer-de-Lance, Black Racer e Cervone) e uno dei servitori più fedeli di Madame Hydra. Quando i Cobra divennero il nuovo leader della Società, Bitis lasciò il gruppo per molti anni. Da allora è tornato con la Società dei serpenti sotto una nuova guida. Bitis non ha poteri sovrumani ma è dotato di un paio di guanti che sparano esplosioni potenti e dardi avvelenati. Per proteggersi indossa un'armatura di maglia a scaglie colore rame. Il suo motivo è basato sulla testa di rame. |
| Fer-de-Lance         | Captain America n. 337 (gennaio 1988) | Teresa Vasquez è un assassino professionista proveniente da Porto Rico. Fer-de-lance ha un paio di "zanne" retrattili simili a quelle di Colubro. Insieme a Bitis, Black Racer e Cervone, Fer-de-Lance ha lavorato per Madame Hydra come parte della quarta Squadra dei serpenti. Quando Sidewinder invitò il quartetto a unirsi alla Società dei serpenti, Madame Hydra iniziò la sua presa di potere, ma fallì. Nonostante ciò, Fer-de-Lance continuò a lavorare per la Società dei serpenti. Il suo motivo è basato sul fer-de-lance. |
| Cervone (Puff Adder) | Captain America n. 337 (gennaio 1988) | Gordon "Gordo" Fraley è un mutante con il potere di respirare vari gas debilitanti (in un caso era il gas in grado di divorare una serratura di metallo) e di gonfiare la sua massa corporea in una certa misura. Ha anche una forza sovrumana e una maggiore resistenza fisica. Sembra che ci sia confusione su quale razza sia, è stato raffigurato come caucasico tanto spesso quanto come nero. Puff Adder fu assunto da Madame Hydra per lavorare come parte della quarta Serpent Squad al fine di attirare l'attenzione della Socità dei serpenti e alla fine infiltrarsi nel gruppo. Da allora è stato un membro di spicco della Società. Sebbene si credesse che fosse stato depotenziato durante su M-Day, da allora è apparso con i suoi poteri intatti. Il suo motivo si basa sulla vipera soffiante. |
| Rock Python          | Captain America n. 341 (maggio 1988)  | M'Gula è un metallurgista del Sudafrica che ha servito il terrorista noto come Viper. Il suo corpo è duro come il suo omonimo e lance "uova di serpente" che scoppiano all'impatto, emettendo fili aggrovigliati di viticci metallici. Sembra anche avere una piccola misura di forza sovrumana: una volta appese Capitan America oltre il bordo di un edificio per la caviglia con una sola mano; il suo corpo ha la densità della roccia. A un certo punto, Rock Python ha tentato di ritirarsi dalla malvagità e lavorare come guardia di sicurezza, ma da allora è tornato alla Società dei serpenti quando sono stati rilevati da Jordan Stryke (Viper I) e ribattezzati Serpent Solutions. Il suo motivo del serpente è basato sul pitone delle rocce africano. |
| Slither              | Captain America Annual n. 4 (1977)    | Aaron Salomon è un mutante che in precedenza era stato membro della Mutant Force. Ha la testa di un serpente mentre il resto del suo corpo è umanoide. Lavorò brevemente a fianco della Società dei serpenti quando Madame Hydra si infiltrò nel gruppo. Dopo la sua sconfitta, lasciò la Società per ricongiungersi alla Mutant Force, ma recentemente si è unito al gruppo. |

### Membri successivi
| Membro                    | Prima apparizione                          | Descrizione |
| ------------------------- | ------------------------------------------ | --- |
| Costrittore (Constrictor) | Infamous Iron Man n. 7 (giugno 2017)       | Il figlio senza nome di Frank Payne divenne il secondo Costrittore. Era un membro della Società dei serpenti durante il suo combattimento con Pugno d'Acciaio. |
| Marasso (Death Adder)     | Nova (Vol. 4) n. 19 (gennaio 2009)         | Theodore Scott è il secondo criminale a prendere il ruolo di Marasso. A differenza di Roland Burroughs, l'intervento chirurgico per trasformarlo in Marasso non ha causato il mutismo. È stato visto per la prima volta lavorare come parte dei Thunderbolts con i membri della Società dei serpenti King Cobra, Crotalo e Colubro. Da allora è membro permanente della Società dei serpenti e in seguito della Serpent Solutions, anche se si sa pochissimo di lui. |
| Sidewinder                | Iron Fist (Vol. 3) n. 1 (luglio 1998)      | Un secondo Sidewinder senza nome era impiegato dalla Società dei serpenti, ma fu ucciso durante una missione che lavorava per Death-Sting. |
| Sidewinder                | Captain America (Vol. 4) n. 31 (Nov. 2004) | Gregory Bryan è stato il terzo uomo a prendere il nome in codice Sidewinder e ha le stesse abilità dell'originale. È stato visto lavorare per King Cobra, anche se quando Seth Voelkner, il Sidewinder originale, è tornato a una vita criminale, non è noto se Gregory Bryan abbia continuato con la Società dei serpenti. |
| Viper                     | Captain America n. 157 (1973)              | Jordan Stryke alias Jordan Dixon, è il fratello di Leopold Stryke, il primo Anguilla, e leader dell'originale Squadra dei serpenti. Fu ucciso da Madame Hydra, che iniziò a usare il soprannome di Viper. Da allora è tornato in circostanze sconosciute, assumendo la guida della Società dei serpenti e ribattezzandola Serpent Solutions. |

## Altri versioni

### Earth-33900
Nella serie Avengers dedicata alle United States Armed Forces, la Società dei serpenti attacca un aeroporto alla ricerca del sergente Joe Wilton e della sua borsa contenente una possibile arma segreta. L'appartenenza è composta dal leader Cobra, Viper (Murtaugh), Anguilla, Marasso (Scott) e Anaconda. I loro piani vengono sventati dai Vendicatori, così come da Anaconda, il cui padre è un ex marine.

### Exiles
Un'altra versione alternativa della Società dei serpenti è apparsa in Exiles n. 89. Il team di Exiles ha dovuto ripristinare la Terra n. 27537. Gli esuli ebbero difficoltà a sconfiggere la Società, che consisteva di Cobra, Anaconda, Colubro, Marasso, Natrice, Diamante, Crotalo, Sidewinder e una donna senza nome, ma alla fine gli esuli riuscirono a vincere e si trasferirono in un'altra realtà. Ciò che la Società dei serpenti stava facendo esattamente su questa Terra non è mai stato rivelato, anche se è stato rivelato che avevano precedentemente ucciso l'Uomo Ragno della loro realtà.

### Avventure Marvel
L'Avventure Marvel presenta i Figli del serpente come la Società dei serpenti. Tuttavia, alla fine apparve il gruppo vero e proprio, composto di Sidewinder, Cobra, Anaconda e Natrice, e combatté Uomo Ragno. Hanno complottato per trasformare i civili della città in creature simili a serpenti avvelenando l'approvvigionamento idrico. Tuttavia, l'interferenza di Spider-Man portò la Lucertola a bere lui stesso il veleno, diventando una gigantesca creatura rettile. La Società dei serpenti, soddisfatta del loro successo, si teletrasportò via, lasciando Spider-Man a combattere la Lizard.

### Marvel Super Hero Adventures
In questa serie di fumetti rivolta ai lettori più giovani, la Società dei serpenti è composta da King Cobra, Anaconda, Colubro, Aspide, Principessa Pitone e dalla loro nuova (ma timida) recluta Garden Snake. Il gruppo prevedeva di rubare milioni di dollari in un cantiere navale di Jersey City. Avevano pianificato di usare Garden Snake per rimpicciolirsi in modo da poter sbloccare la serratura del carico. Tuttavia, Uomo Ragno e Ms. Marvel scoprirono il loro piano. Con l'aiuto di un Garden Snake riformato, Uomo Ragno e Ms. Marvel sconfissero la Società dei serpenti.

### Spider-Bot Infinity Comic
La Società dei serpenti appare in questa prima serie di fumetti digitale in cui combattono Spider-Bot e Capitan America. La squadra è composta da Anaconda, Natrice, Crotalo e Cervone.

### Ultimate Marvel
Nell'universo Ultimate Marvel, la Società dei serpenti è invece una banda conosciuta come Serpent Skulls. Guidato da Crossbones, il gruppo era composto dal secondo in comando Diamante e dai luogotenenti Black Racer, Sidewinder, Marasso, King Cobra, Colubro e Anaconda. Ogni membro aveva i propri sottoposti tematici per quel personaggio: Sidewinder aveva diversi uomini vestiti da autisti, Black Racer aveva un gruppo di ninja, Marasso guidava un gruppo di punk e Anaconda era il leader di una banda di motocicliste femminili. I Serpent Skulls rilevarono una struttura della Roxxon e iniziarono a distribuire farmaci superpotenti a Hell's Kitchen. Colubro è stato assassinato dal Flagello dei criminali, un vigilante mascherato che aveva preso di mira i membri di una banda. I Serpent Skulls si scontrarono con i New Ultimates in diverse occasioni. Nello scontro finale, Marasso fu assassinato dal Flagello, Diamante fuggì insieme a Sidewinder mentre il membro degli Ultimates Bombshell voleva vendicarsi per l'omicidio del suo fidanzato Poey, e il resto dei Serpent Skulls furono presumibilmente arrestati e presi in custodia.

## Altri media

### Televisione
- La Società dei Serpenti appare in Avengers - I più potenti eroi della Terra, composta da King Cobra, Anaconda, Colubro, Marasso, Crotalo, Costrittore e Viper.
- La Società dei Serpenti appare in Marvel Disk Wars: Avengers, composta da King Cobra, Diamante, Natrice e Marasso.

### Film
- In una conferenza stampa tenutasi il 28 ottobre 2014 sulla Fase Tre del Marvel Cinematic Universe, il presidente dei Marvel Studios Kevin Feige annunciò inizialmente che il sequel di Captain America: The Winter Soldier si sarebbe intitolato Captain America: Serpent Society come una falsa pista prima di rivelare il vero titolo del film come Captain America: Civil War[61].
- La Società dei serpenti, chiamata anche Serpent, appare nel film MCU Captain America: Brave New World, composta da Sidewinder e Bitis[62]. Inoltre, Diamante avrebbe dovuto apparire prima che le sue scene venissero tagliate dal film[63].

### Videogiochi
- La Società dei Serpenti appare nel gioco tie-in Captain America: The Winter Soldier, composto da King Cobra, Diamante e Marasso.

### Miscellanea
- La Società dei Serpenti appare nel romanzo Marvel Avengers: The Serpent Society, di Pat Shand e pubblicato da Joe Books Ltd. nel 2017[64]. Questa versione del gruppo è guidata da Mamba nera ed è composta da Anaconda, Colubro, Aspide, King Cobra, Fer-de-Lance, Marasso e Bitis.